# Acatenango
Acatenango je v současnosti neaktivní stratovulkán nacházející se v jižní části Guatemaly blízko města Antigua. Sopka má dva vrcholy - starší Pico Mayor (též Pico Central) na jižní straně a mladší Yepocapa (nadmořská výška 3880 m n. m.) na severní straně. Acatenango tvoří společně se sousední sopkou Fuego vulkanický komplex znám pod názvem La Horqueta.
Sopečná činnost v této oblasti trvá už víc než 200 000 let. Masiv Acetenanga vznikl na základě starší vulkanické stavby, k jejíž destrukci došlo přibližně před 43 000 lety. Při destrukci byla vyprodukováno takové množství pyroklastické hmoty, že pokrývala širokou oblast od jižních svahů sopky až k pobřeží Tichého oceánu. Jediné známé erupce Acatenanga byly zaznamenány v letech 1924, 1927 a 1972.